# Anthocleista
Anthocleista Afzel. ex R. Brown, 1818 è un genere di piante della famiglia Gentianaceae.

## Distribuzione e habitat
Comprende alberi e arbusti diffusi in Africa tropicale, Madagascar e nelle isole Comore.

## Tassonomia
Il genere comprende le seguenti specie:
- Anthocleista amplexicaulis Baker
- Anthocleista djalonesis A. Chev.
- Anthocleista grandiflora Gilg
- Anthocleista inermis Engl.
- Anthocleista laxiflora Baker
- Anthocleista liebrechstiana De Wild. & T.Durand
- Anthocleista longifolia (Lam.) Boiteau
- Anthocleista madagascariensis Baker
- Anthocleista microphylla Wernham
- Anthocleista nobilis G.Don
- Anthocleista obanensis Wernham
- Anthocleista potalioides J.J.de Wilde
- Anthocleista procera Lepr. ex Bureau
- Anthocleista scandens Hook.f.
- Anthocleista schweinfurthii Gilg
- Anthocleista vogelii Planch.